# Columba bollii
La paloma turqué (Columba bollii) es una especie de ave columbiforme de la familia Columbidae. Es muy rara dentro de la avifauna española. Sólo se encuentra en los bosques de laurisilva de Canarias, donde comparte hábitat con su pariente la paloma rabiche.
Su nombre se debe al naturalista alemán Carl Bolle. Se encuentra en Tenerife, La Palma, El Hierro y La Gomera. En estas islas recibe nombres como torcaz, torcasa, turquesa, turcón, palomo negro o palomo moro.